# Roger-Henri Jacquart
Pour les articles homonymes, voir Jacquart.
Roger-Henri Jacquart, né le 23 novembre 1903 à Anderlecht, en Belgique et mort en 1962 à Lembeke, est un écrivain belge francophone, auteur de roman policier. Il signe une partie de ses œuvres du pseudonyme Roger d'Arjac.

## Biographie
Il exerce plusieurs métiers comme architecte, homme d'affaires, journaliste, sociologue. Il est également directeur ou conseiller de plusieurs collections littéraires souvent éphémères comme Le Vampire, Le Lecteur ou Une heure d'oubli.
Sous le pseudonyme Roger d'Arjac, il commence une série consacrée à Démonios, une sorte de Fantômas belge recherché par monsieur Duray, chef de la Sûreté belge et par Luc Mahor, journaliste. Le premier volume de la série Démonios, génie du mal est publié en 1938. Cinq volumes paraissent avant et pendant la Seconde Guerre mondiale. La série reprend en 1945 pour trois nouveaux romans qui sont désormais signés Roger-Henri Jacquart.
Il signé également quelques romans d'amour et d'anticipation.

## Œuvre

### Romans

#### Romans de la sérieDémoniossignés Roger d’Arjac
- Démonios, génie du mal, Dupuis, coll. « Bibliothèque jaune » no 36 (1938)
- La Fantastique Affaire de Roxy-Plage, Dupuis, coll. « Bibliothèque jaune » no 39 (1939)
- Les Sept Victimes de Démonios, Dupuis, coll. « Bibliothèque jaune » no 49 (1940)
- Crime au bois de la Cambre, Éditions G.I.G coll. « Le Vampire » (1941)
- Les Trois Chemins rouges, coll. « L’Essor » (1944)

#### Romans de la sérieDémoniossignés Roger-Henri Jacquart, Roger-H. Jacquart ou R.-H. Jacquart
- Démonios revient, Dupuis, coll. « Bibliothèque jaune » no 68 (1945)
- Le Criminel prodigieux, Dupuis, coll. « Bibliothèque jaune » no 70 (1947)
- Luc Mahor contre l'inconnu, Dupuis, coll. « Bibliothèque jaune » no 102 (1954)

#### Autres romans signés Roger-Henri Jacquart, Roger-H. Jacquart ou R.-H. Jacquart
- Cet étrange docteur Lang, Éditions G.I.G coll. « Le Vampire » (1941)
- Ma pauvre Irène, coll. « Le Jury » no 18 (1941)
- Le Témoin silencieux, coll. « Le Lecteur » no 2 (1941)
- La Justice de Neptune, coll. « Le Jury » no 48 (1942)
- Le Sympathique Michel B., coll. « L'Essor » (1943)
- L'Affaire Reniart, coll. « L'Essor » (1943)
- La Veuve noire, Dupuis, coll. « Bibliothèque jaune » no 64 (1944)
- Le Dernier Couple, Éditions La Concorde (1945)
- La Prison sous l'océan, (1946)
- Robots de chair, (1946)

## Sources
: document utilisé comme source pour la rédaction de cet article.
- Claude Mesplède (dir.), Dictionnaire des littératures policières, vol. 1 : A - I, Nantes, Joseph K, coll. « Temps noir », 2007, 1054 p. (ISBN 978-2-910-68644-4, OCLC 315873251) (notices Roger d'Arjac et Démonios)